# Nicola Loda
Nicola Loda (Brescia, 27 luglio 1971) è un ex ciclista su strada italiano, professionista dal 1994 al 2006.

## Carriera
Tra le vittorie Loda conta una corsa a tappe nel 2000 a Stoccarda, la Dekra Open Stuttgart. Nel 1995 partecipò al suo primo Tour de France, prendendo poi il via in altre quattro occasioni. Disputò anche cinque Giri d'Italia e tre Vuelte a España.

## Palmarès
- 1991 (Dilettanti)

Coppa Caduti di Reda
- 1992 (Dilettanti)

Giro delle Valli Aretine
Circuito Valle del Liri
- 1993 (Dilettanti)

Trofeo Città di Castelfidardo
- 1999 (Ballan-Alessio, una vittorie)

3ª tappa Post Danmark Rundt (Esbjerg > Vejle)
- 2000 (Fassa Bortolo, quattro vittorie)

2ª tappa Grand Prix du Midi Libre (Port Barcarès > Narbonne)
3ª tappa Tour de Luxembourg (Wormeldange > Bertrange)
1ª tappa Dekra Open Stuttgart (Metzingen > Metzingen)
Classifica generale Dekra Open Stuttgart
- 2002 (Fassa Bortolo, una vittorie)

1ª tappa Giro della Riviera Ligure di Ponente (Andora)
- 2003 (Fassa Bortolo, una vittorie)

2ª tappa Tour de Luxembourg (Wasserbillig > Leudelange)

## Piazzamenti

### Grandi Giri
- Giro d'Italia

1995: 90º
1996: 56º
1997: 44º
1998: 46º
1999: non partito (1ª tappa)
2004: 74º
- Tour de France

1995: 100º
1997: 110º
2001: 99º
2002: 121º
2003: ritirato (8ª tappa)
- Vuelta a España

1996: ritirato (12ª tappa)
2000: 97º
2002: 88º

### Classiche monumento
- Milano-Sanremo

1996: 101º
1997: 56º
1998: 76º
1999: 15º
2000: 118º
2001: 135º
- Giro delle Fiandre

1996: 75º
1997: 65º
1998: 66º
2000: ritirato
2001: ritirato
2002: ritirato
2005: ritirato
2006: ritirato
- Parigi-Roubaix

1995: 18º
1996: 15º
1997: 49º
1998: 33º
1999: 48º
2000: 48º
2001: 29º
2002: ritirato
2005: 56º
2006: ritirato
- Liegi-Bastogne-Liegi

1995: 40º
1998: 36º
- Giro di Lombardia

2000: ritirato
2005: ritirato